# D677 (Aube)
De D677 is een departementale weg in het Noord-Franse departement Aube. De weg loopt van Troyes naar de grens met Marne. In Marne loopt de weg als D977 verder naar Châlons-en-Champagne en België.

## Geschiedenis
Oorspronkelijk was de D677 onderdeel van de N77. In 2006 werd de weg overgedragen aan het departement Aube, omdat de weg geen belang meer had voor het doorgaande verkeer vanwege de parallelle autosnelweg A26. De weg is toen omgenummerd tot D677.